# Roya Toloui
Roya Toloui (ur. 22 maja 1966 w Baneh) – irańska dziennikarka, feministka oraz działaczka na rzecz praw człowieka w Iranie, pochodzenia kurdyjskiego, obecnie mieszkająca w USA. Szkołę średnią ukończyła w rodzinnym Bahu, później studiowała fitopatologię na Uniwersytecie w Meszhedzie.
Była redaktorem naczelnym kobiecego, kurdyjskojęzycznego miesięcznika Rasan. Trzy wydania magazynu były wydane w Sanandadż wiosną oraz latem 2005, zanim redakcja została zamknięta w 2005 przez sąd irański. Roya Toloui jest także założycielką Stowarzyszenia kurdyjskich kobiet wspierających pokój w Kurdystanie oraz członkiem kurdyjskiego oddziału PEN. W 2006 roku otrzymała nagrodę międzynarodowego PEN Clubu „Oxfam Novib/PEN Award for Freedom of Expression”.
W związku ze swoją otwartą krytyką władz i obroną praw Kurdów oraz irańskich kobiet, była sądzona przed Sądem Rewolucyjnym w kwietniu 2005 i została oskarżona o narażanie bezpieczeństwa narodowego.
Po tym, jak 9 lipca 2005 irańskie służby bezpieczeństwa zabiły Kurda, Shivana Qaderi'a, w wielu kurdyjskich miastach w Iranie wybuchły masowe protesty. Według Human Rights Watch w ich wyniku zginęło 17 osób (do 3 sierpnia 2005). Za przewodzenie demonstracjom, organizowanym w rejonach zamieszkanych przez Kurdów w północnozachodnim Iranie, została aresztowana 2 sierpnia 2005, oraz przetrzymywana w więzieniu przez 66 dni do czasu zwolnienia ją za kaucją w październiku 2005. Podczas zatrzymania miała być również poddawana torturom psychicznym oraz fizycznym. Wskazywała również na fakt, że równie ważną kwestią co irański plan atomowy jest sprawa łamania praw człowieka w Iranie.
Sprawa jej uwięzienia została nagłośniona na zorganizowanym przez International PEN "Dniu uwięzionego pisarza" w listopadzie 2005. Po uwolnieniu opuściła Iran emigrując do Turcji, aż ostatecznie znalazła schronienie w Stanach Zjednoczonych w kwietniu 2006.